# Crever à 20 ans
 (octobre 2019).
Si vous disposez d'ouvrages ou d'articles de référence ou si vous connaissez des sites web de qualité traitant du thème abordé ici, merci de compléter l'article en donnant les références utiles à sa vérifiabilité et en les liant à la section « Notes et références ».

Crever à 20 ans est un film québécois de Michel Audy sorti en 1983.

## Synopsis
Ce film raconte l'histoire de François et Claude, deux adolescents que la vie a profondément blessés. François est issu d’une famille bourgeoise qu’il a quittée à cause d’un conflit majeur avec son père, tandis que Claude, n’ayant jamais connu ses véritables parents, a fait, comme il le dit lui-même, trente-deux foyers d’accueil en seize ans de vie.
Une amitié solide les unit et leur permet de partager leur solitude et leur détresse. Complètement démunis sur le plan affectif et social, ils sont en expectative devant leurs besoins psychologiques et matériels. Leurs privations et leurs frustrations les plongent dans un désarroi qui les confronte à une situation d'urgence : vivre ou crever tout seul dans un coin. Comme palliatif de leur vide existentiel, François et Claude décident de se prostituer. Chacun de son côté va vivre des événements qui les marqueront de manière différente.
Tout en racontant cette histoire, le film propose une réflexion sur la prostitution masculine, phénomène social trop souvent ignoré, même ramené au niveau de faits divers. Crever à 20 ans ne se veut pas un dossier analytique sur la prostitution mais, au contraire, un témoignage, un regard, sans point de vue moral, posé sur le drame existentiel de certains êtres qu'on appelle prostitué et client. Plutôt que de nous entraîner dans un enfer affectif, le film nous montre un univers généralement tendre, peuplé de gens qui veulent se donner l’illusion qu’ils ne sont pas seuls et qui croient, serrant un jeune dans leurs bras, réchauffer leur cœur, comme on se réchauffe le corps en mettant une mouche de moutarde quand on souffre d’un rhume. Ce film parle de la maladie d’aimer dont le premier symptôme est le manque.

## Fiche technique
- Titre : Crever à 20 ans
- Format : Vidéo, ¾ de pouce, son stéréophonique (2 cassettes)
- Durée : 75 minutes
- Genre : Drame social
- Tournage : Du 11 au 26 juillet 1983
- Post-prod : Août, septembre, octobre 1983
- Copie 0 : 2 novembre 1983
- Restauration :	Numérisé, restauré et réédité en 2009 - DVD
- Réalisation :	Michel Audy
- Première : Montréal : Festival International du Nouveau Cinéma (12e édition), novembre 1983
- Production : Les Films Michel Audy Ltée en collaboration avec Les Investissements Lefarier (Yvon Lefebvre, avocat, Roger St-Arnaud, comptable agréé, André Cloutier, psychologue)
- Distribution :	Parlimage Inc., Montréal
- Télédiffusion : TVOntario, le 13 avril 1986, 21h30, dans la série « Scènes et Miroirs » : présence de Michel Audy en studio à Toronto pour une table ronde, enregistrée le 23 janvier 1986, présentée après la projection.
- Scénario : Michel Audy, collaboration de Pierre Blais
- Dialogues : Michel Audy, Jean-Louis Longtin
- Assistant réalisateur et directeur artistique : Pierre Blais
- Maquillage : Diane Allard
- Direction photo et cameraman :	Michel Audy
- Assistant à la caméra : Yves Désilets
- Scripte assistante : Jocelyne Allard
- Éclairagiste : Jean Lemay
- Assistants à l'éclairage : Sylvain Arseneault, Normand Gélinas, Pierre Anderson
- Électricien : Albert Michaud
- Directeur technique et preneur de son : Denis Marchand
- Perchiste : André Jacob
- Chef machiniste : Roger Gaudreau
- Régisseur : Daniel Olivier
- Assistants de production : Daniel Noël, Jean-Guy Maurais, Denis Baribeau, Robert Dorval
- Musique originale, composée et interprétée : Maurice Jacob
- Enregistrement de la musique :	Studio St-Denis Mauricie Inc. / Réjean Bouchard
- Montage : Michel Audy
- Opérateur au montage en ligne : Michel Dallaire
- Studios de montage : Radio-Canada Mauricie (CKTM-TV)
- Mise en scène et réalisation :	Michel Audy
- Secrétaire de production : Hélène Arseneault
- Administration de la production : B.C.M. Inc. (Bureau de consultation multidisciplinaire)
- Lieu de tournage : Trois-Rivières

Présentation
- Montréal, Université du Québec,
- Module de sexologie, mardi le 23 janvier 1984, en présence de Michel Audy
- Trois-Rivières, Centre Culturel, les 8, 9, 10, 11 mars 1984
- Villegeois St-Dominique, Pavillon Bourgeois, Juin 1986.
- Institutions scolaires : plus d'une trentaine de représentations animées par Michel Audy

## Distribution
- Mario Leblanc : François
- Gilbert Turp : Claude
- Yvon Leblanc :	Maurice
- Normand Choquette : Raymond
- Mario Forget :	le client du restaurant
- Jean-François Chabot :	le propriétaire
- Robert Myrand : un assaillant
- Jean Desaulniers : un assaillant
- Claude Lambert : un joueur de billard
- Hervey Tremblay : le surveillant
- Léo Bouchard :	le barman
- Jean Leclerc :	le policier
- Yves Buisson :	les amis de François
- Lyne Champoux
- Rosaire Richard
- Daniel Thibaux
- Julie Vaillancourt

## Distinctions
- Festival de l'ADATE, (Prix du Ministre de l’Éducation du Québec)
- Certificat de Mérite (2e Prix), 8 novembre 1984

## Carrière du film sur le marché institutionnel
En 1984, la technologie vidéo pour la projection sur grand écran n'est pas encore développée adéquatement. C’est en grande partie la raison pour laquelle le film n’a pas connu de carrière commerciale en salles de cinéma. 
A.D.D.S., 
Association des Pères Gais du Québec, 
Association pour les droits des Gais et Lesbiennes du Québec, 
Atelier 16-17, 
Bureau des Moyens d'enseignement Montréal, 
C.E.C.M., 
CLSC Chutes-de-la-Chaudière, 
CLSC des Pays d'en Haut, 
Collective des femmes de Nicolet, 
C.R.I.C., Montréal, 
C.R.S. Blainville-Deux-Montagnes, 
CRSS De Baie-Comeau, 
C.R.S. Vieilles Forges, 
C.S. Tardivel, 
C.S.R. Blainville-Deux-Montagnes, 
C.S.S. La Tuque, 
C.S.S. Richelieu, 
C.S.S. St-Nicéphore, 
Cégep de Jonquière, 
Cégep de La Pocatière, 
Cégep de Limoulou, 
Cégep de Montmorency, 
Cégep de Sherbrooke, 
Cégep de Ste-Foy, 
Cégep de Trois-Rivières, 
Cégep de Valleyfield Éducation des adultes, 
Centre d'accueil cinquième saison de St-Viateur, 
Centre d'accueil cité des Prairies, 
Centre d'éducation aux adultes Chibougamau, 
Centre des Services Sociaux de Ste-Thérèse, 
Collège Abitibi-Témiscamingue, 
Collège Algonquin, 
Collège de Chicoutimi, 
Collège de Maisonneuve, 
Collège Montmorency, 
Commission Scolaire Blainville-Deux-Montagnes, 
Commission Scolaire de Saint-Hyacinthe, 
Coopairs, 
D.G.Q., 
École Renée St-Pierre, 
École Secondaire le Campus, 
Éducation des Adultes Laval, 
Fédération des CLSC, 
Les Augustines de l'Hôpital de Québec, 
Maison D.S.C. Rosemont, 
Maison de quartier Ste-Dorothée, 
Maison des Jeunes la Cabane Ville Lasalle, 
Maison des Jeunes La Galerie Montréal, 
Ministère de la Justice du Québec sous-comité de prostitution des mineurs (projections publiques), 
Ministry of Sollicitor General of Canada, 
Office National du Film du Canada (pour série de projections publiques), 
Polyvalente d'Anjou, 
Polyvalente de Thetford, 
Polyvalente St-Joseph, 
Pont Bridge, 
Projet Prisme, 
Service des bibliothèques de l'Ontario, 
TVOntario, 
Université de Moncton, 
Université de Sherbrooke, 
Université du Québec à Hull, 
Université du Québec à Montréal, 
Université Laval

## Articles de journaux ou de revues
- Le Nouvelliste, 11 juin 1983, « Publication de Les Films Michel Audy Ltée faisant appel à des candidats (es) pour la distribution des rôles dans le film » ;
- Communiqué de presse de Les Films Michel Audy Ltée, 22 juillet 1983 ;
- Le Nouvelliste, 30 juillet 1983, « Michel Audy tourne dans les rues de Trois-Rivières. Se prostituer ou « Crever à 20 an s». La prostitution mâle : un sujet des plus percutants », par Micheline Tremblay ;
- Le Nouvelliste, 28 octobre 1983, « Un film de Michel Audy en première au 12e Festival du Nouveau Cinéma », par Léo Cloutier ;
- Société Radio-Canada, Télévision, novembre 1983, « Télex-Art avec Winston McQuade » ;
- Le Nouvelliste, 15 novembre 1983, « Festival du Nouveau Cinéma : « Ferveur bien timide du public » », par Pierre Ringuette ;
- Société Radio-Canada, Radio, novembre 1983, « Émission « Les Belles Heures », entrevue de Michel Audy par Minou Petrovsky» ;
- Le Nouvelliste, 7 janvier 1984, « Annonce de la sortie du film au Centre Culturel de Trois-Rivières en mars 1984 », par André Gaudreault ;
- Société Radio-Canada (SRC), 30 janvier 1984, « Lettre d'André Mongeon faisant part de la décision de la Société de ne pas acquérir le film » ;
- Le Bulletin, Université du Québec à Montréal, 31 janvier 1984, « Annonce de la présentation du film au module de sexologie » ;
- Radio-Québec, 2 février 1984, « Avis d'expédition retournant la copie du film refusé pour acquisition » ;
- Parlimage Inc, distributeur, 21 février 1984, « Lettre de France Capistran confirmant l'intérêt de prendre en charge la distribution du film » ;
- Sortie, Journal Gay de Montréal, hiver 1984, « Se prostituer ou se suicider », entrevue de Michel Audy par Jean-Pierre Crête ;
- Les Films Michel Audy Ltée, 3 juillet 1984, « Bulletin d'information rédigé par Michel Audy à l’attention de toute l’équipe de production faisant la synthèse des démarches entreprises pour le film depuis sa sortie » ;
- TVOntario, 3 avril 1986, « Le film télédiffusé dans la série « Scènes et Miroirs » le 13 avril 1986 à 21h » » ;
- Les Films Michel Audy Ltée, 4 février 1991, « Lettre à Stéphane Boisjoly pour proposer le film à TV5 » (L'offre sera déclinée) ;
- TV5 Eurotélé, 11 mai 1995, « Lettre accompagnant le retour de la copie du film non accepté par TV5 » .